# Marquesado de Villasierra

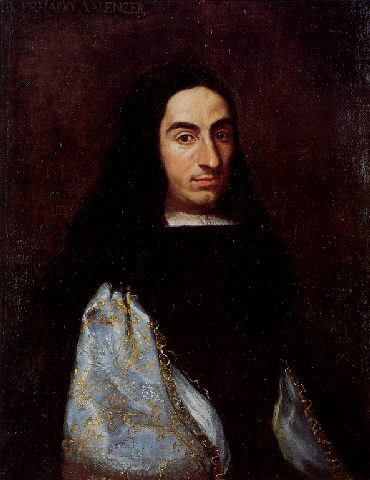
Fernando de Valenzuela y Enciso, I marqués de Villasierra. Obra de Claudio Coello.

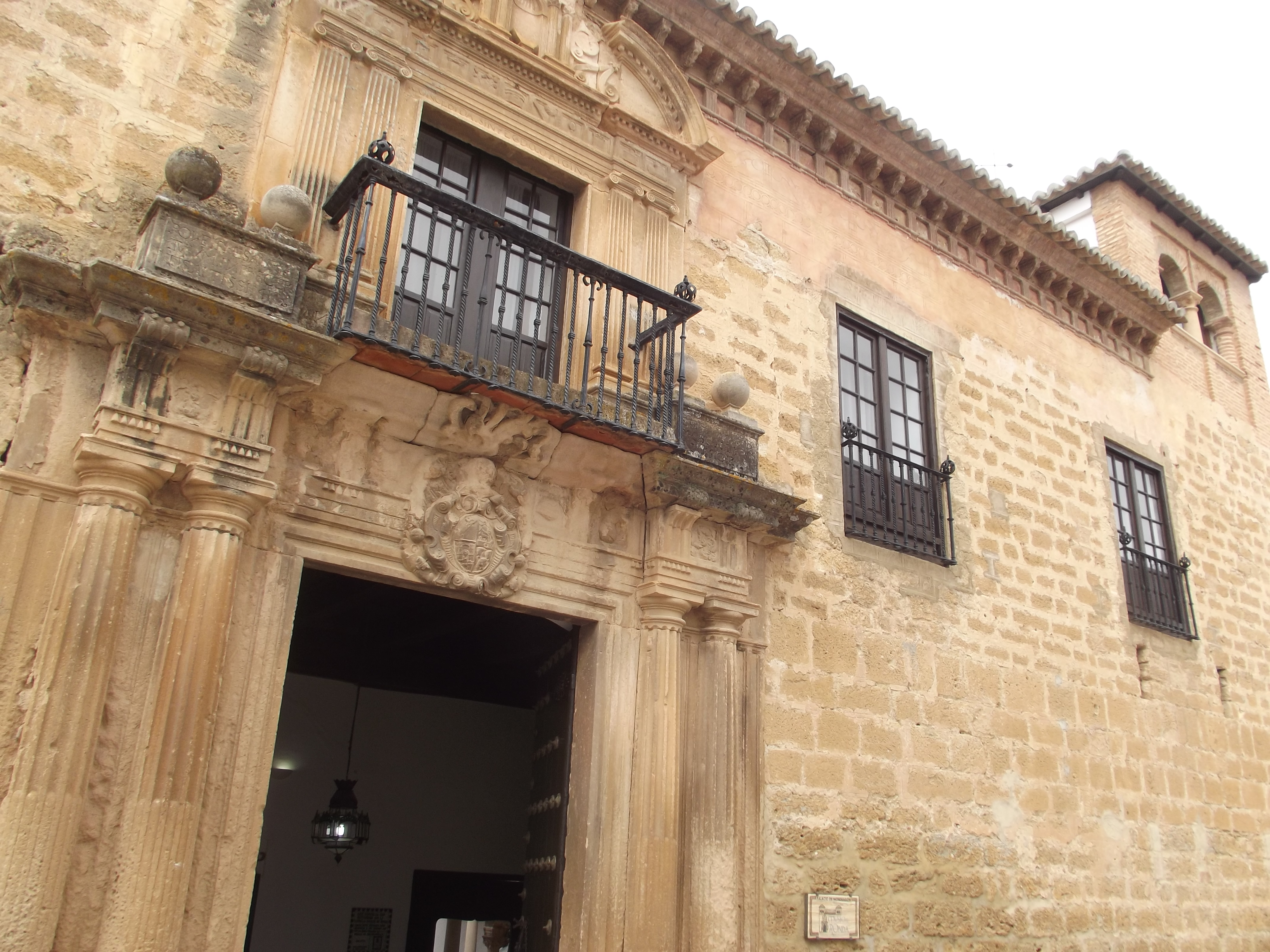
Palacio del marqués de Villasierra en Ronda (España), también conocido como Palacio de Mondragón.

El Marquesado de Villasierra es un título nobiliario español creado el 27 de enero de 1677 por el rey Carlos II a favor de Fernando de Valenzuela y Enciso, Capitán General del Reino y Costa de Granada, del Consejo de Estado, embajador en Venecia.

## Marqueses de Villasierra
|                                 | Titular                                  | Periodo                |
| Creación por Carlos II          | Creación por Carlos II                   | Creación por Carlos II |
| ------------------------------- | ---------------------------------------- | ---------------------- |
| I                               | Fernando de Valenzuela y Enciso          | 1677-                  |
| Rehabilitación por Alfonso XIII |                                          |                        |
| II                              | Carlos de Lara y Guerrero                | 1919-1969              |
| III                             | Fernando de Lara y Martínez de Plasencia | 1969-2009              |
| IV                              | Ana María Lara Moreno                    | 2010-actual titular    |

## Historia de los Marqueses de Villasierra
- Fernando de Valenzuela y Enciso (1636-1692), I marqués de Villasierra.

Rehabilitado en 1919 por:
- Carlos de Lara y Guerrero, II marqués de Villasierra.

1. Casó con Leonor Martínez de Plasencia y Paredes. Le sucedió su hijo:

- Fernando de Lara y Martínez de Plasencia (fallecido en 2009), III marqués de Villasierra. Le sucedió su hija:

- Ana María Lara y Moreno, IV marquesa de Villasierra y XI marquesa de Guerra. Actual titular.